# Lista de membros associados da Academia Brasileira de Ciências empossados entre 1916 e 1941
Esta lista contém os nomes dos membros associados da Academia Brasileira de Ciências empossados nos primeiros 25 anos (entre 1916 e 1941) da ABC.
A categoria de associados foi extinta na reforma estatutária ocorrida em 1999. Ambas as categorias titular e associado são de caráter vitalício.
| Imagem | Nome                                  | Datas de nascimento e falecimento             | Local de nascimento | Área de especialização | Alma mater                                | Data de posse | Conhecido por | Referências |
| ------ | ------------------------------------- | --------------------------------------------- | ------------------- | ---------------------- | ----------------------------------------- | ------------- | --- | ----------- |
|        | Allypio de Miranda Ribeiro            | 21 de fevereiro de 1874 08 de janeiro de 1939 | Rio Preto, MG       | Ciências Biológicas    |                                           |               | Participou da Comissão Rondon e acompanhou a sua primeira expedição (1908-1910). Foi o criador do primeiro serviço oceanográfico da América do Sul (1911). Foi membro fundador da Academia Brasileira de Ciências | [ 3 ] [ 4 ] |
|        | Francisco Lafayette Rodrigues Pereira | 30 de novembro de 1877 1933                   | Rio de Janeiro, RJ  | Ciências da Saúde      | Foi filho de Lafayette Rodrigues Pereira. |               | | [ 5 ] [ 6 ] |
|        | Joaquim Travassos da Rosa             | 15 de julho de 1898 25 de novembro de 1967    | Belém, PA           | Universidade do Brasil |                                           |               | Foi presidente da Fundação Oswaldo Cruz (1962-64); Patrono da cadeira 28 da Academia Mineira de Medicina; | [ 7 ] [ 8 ] |